# 都営バス港南支所

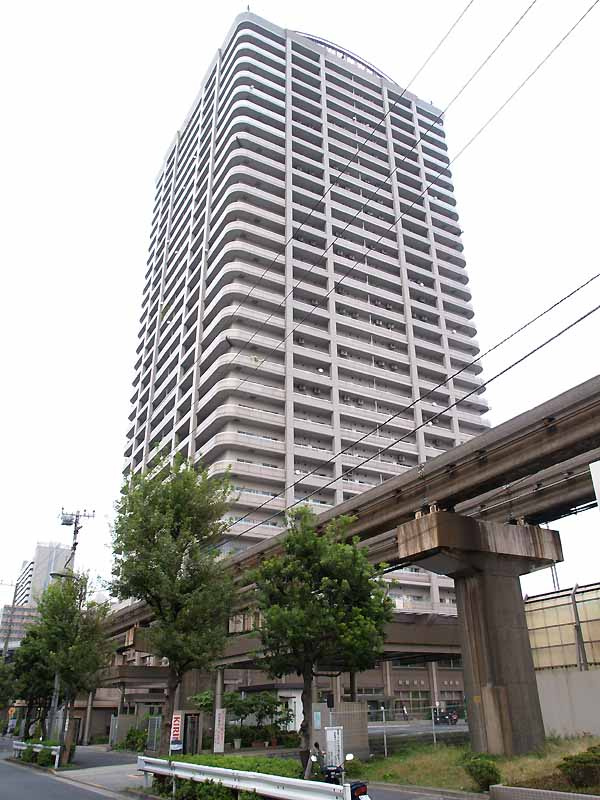
都営港南四丁目第2アパート。港南支所はここの下層部に入居している

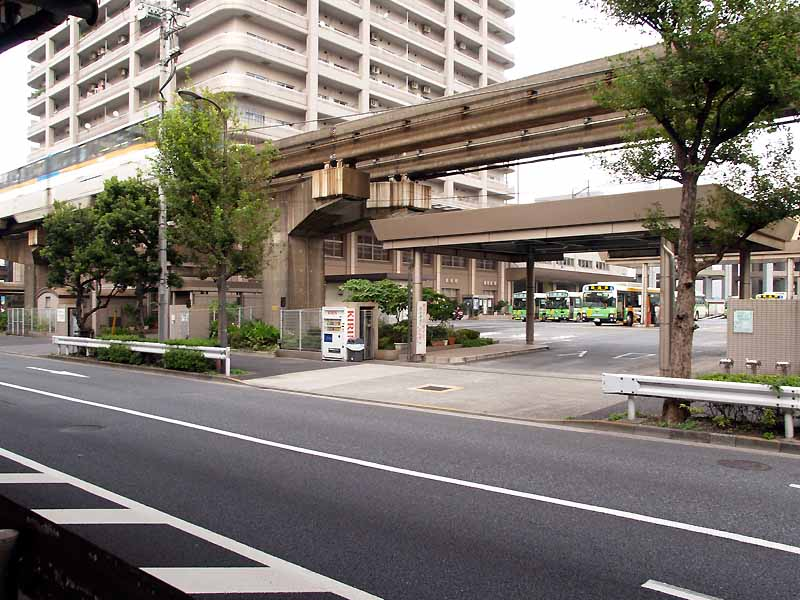
出入口の上を東京モノレール線の高架が通っている

都営バス港南支所（とえいバスこうなんししょ）は、東京都港区港南にある都営バスの営業所（支所）。品川営業所の支所であり、正式名称は東京都交通局品川自動車営業所港南支所。営業所記号はYを用いる。
海岸通り沿いに位置し、最寄りバス停留所は港南四丁目。都営港南四丁目第2アパートの下層部を使用している。ナンバープレートは品川である。
2008年から、はとバスへの管理委託が行われている。

## 概要
1990年代の末にお台場方面への路線拡大による車両の回送距離を減らし、台場地区の需要の変動に対応することを目的に、当時の目黒営業所（品川区上大崎三丁目の目黒駅東口に所在。2000年12月以降は支所）の分駐所として開設され、目黒支所の分駐所化に伴い品川営業所の管轄（ただし目黒・港南は一体で、品川本局とは区別されていた）となったのち、2005年3月に目黒分駐所廃止に伴い（跡地は目黒セントラルスクエアとして再開発）、支所へと昇格した。同支所の記号は1982年3月29日に廃止された志村営業所（板橋区東坂下）で使用されていたYである。
主力路線は、浜松町駅からお台場地区へのアクセス路線である虹01や、東急バスとの共同運行で等々力操車所前→等々力駅前から目黒区 - 目黒駅前 - 東京タワーを経由し東京駅丸の内南口までを結ぶ東98系統などの所管があったが、これらは2013年4月1日に廃止され、現在は城南・高輪地区をメインに担当している。
港南支所には本格的な車両点検の施設がなく、日常の検査以外の修理・点検などは品川営業所で行っている。
また、都営バスの営業所支所でありながら、2005年3月まで定期券の窓口販売が行われていなかった。

## 沿革

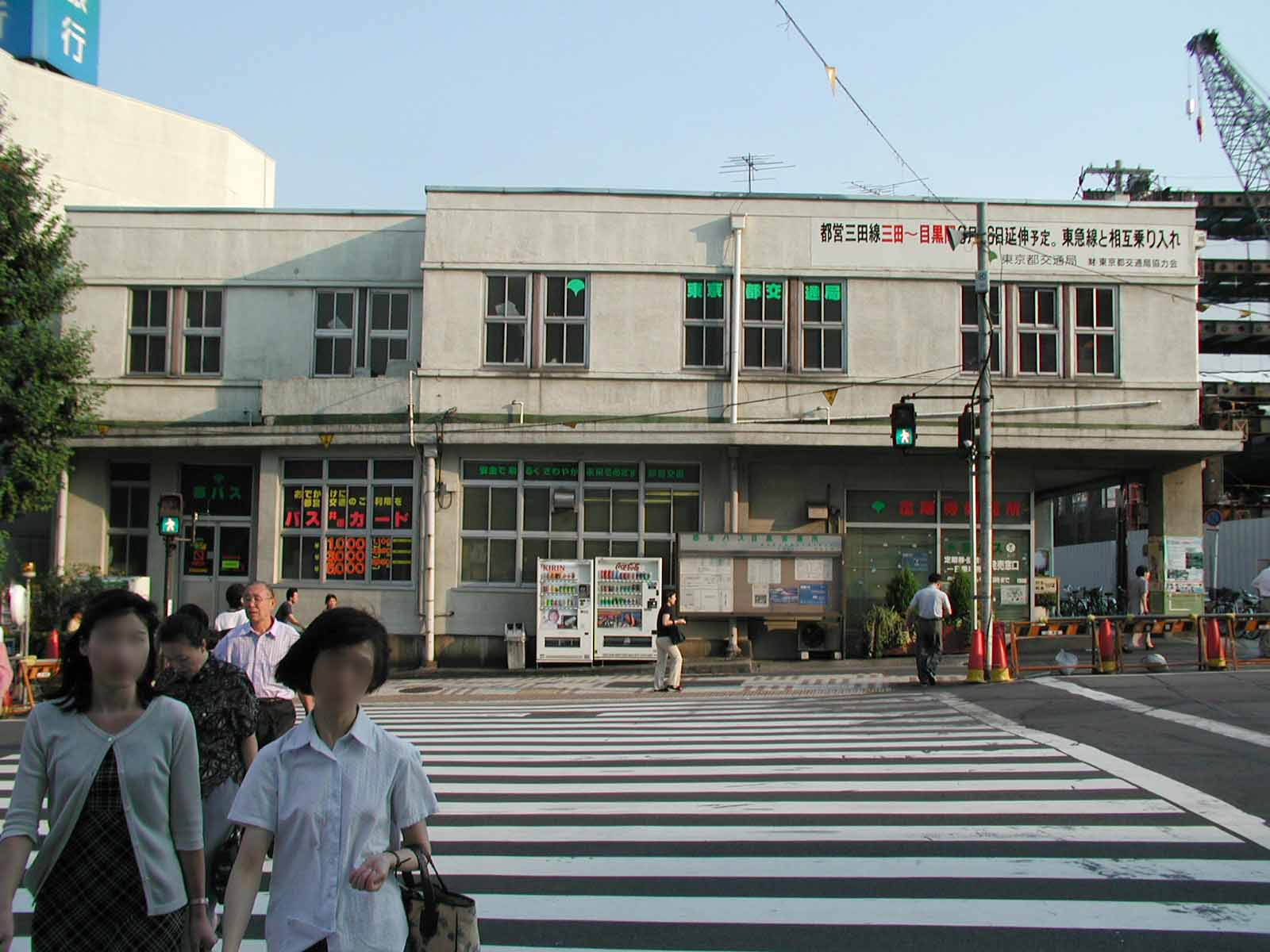
目黒営業所（2000年撮影）

品川近辺には古くからの品川営業所があったが、その後、目黒営業所の周辺が目黒駅再開発のエリアとなるため、かなり以前からこの地に移転させる計画があり、昭和末期には当時目黒営業所が受け持っていた田70（新宿駅西口 - 田町駅東口（港区スポーツセンター））や黒10（目黒駅 - 東京駅丸の内南口）を中心に移管させ、目黒営業所を閉鎖する計画があったほどである。のちに当初の計画は消滅したが、冒頭の目的である台場方面の前線基地のほかに、計画が遅れていたが本家である目黒営業所が再開発の開始で閉鎖されたため、その代替施設としての位置付けもある。
用地は元々、東京都の宿舎として使用されていた場所であり、東海道新幹線の回送線や東海道貨物線が脇を通り、東京モノレール羽田空港線の線路の下にあるため、モノレール車内からも車庫構内が見える。当初は目黒営業所港南分駐所を名乗っていたが、2000年12月には目黒営業所の支所化で品川営業所目黒支所港南分駐所、さらに2003年に目黒支所が分駐所に組織変更されると品川営業所港南分駐所となっていた。2005年3月に品川営業所目黒分駐所廃止に伴い、支所へと昇格した。車両は旧:目黒営業所に所属していた車のうち、大型車は全車両港南支所で引き続き使用され、品川営業所とは東98・黒77系統用の車両との交換が行われた。しかし目黒分駐所が担当していた路線は、一部を除き品川営業所に所轄変更され、反対に埋立地の路線を中心に港南に移管した。
2000年11月に、都営バスの営業所で初めて低硫黄軽油（S-50相当）の導入が行われた。
2008年4月1日から、当支所の全路線がはとバスに管理委託された。

## 現行路線

### 都03系統（グリーンアローズ）

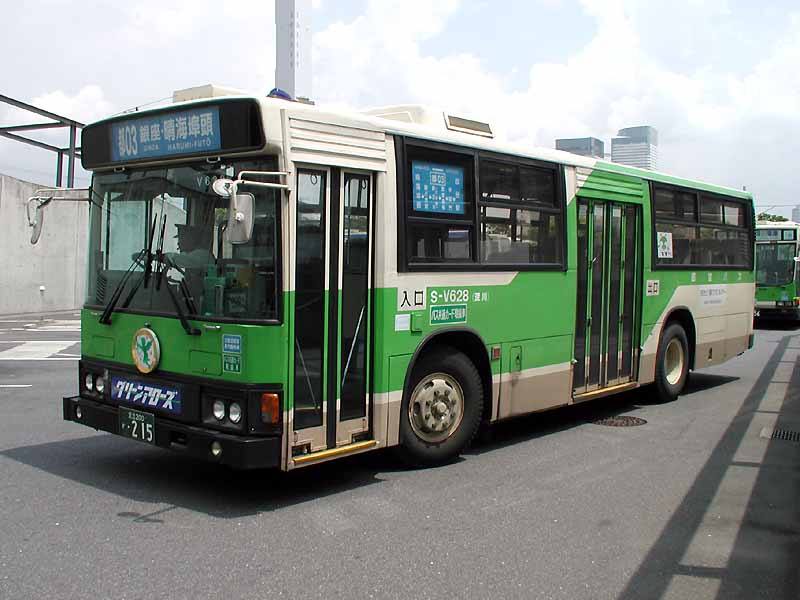
2001年頃、深川所管時代の都03系統

- 都03：四谷駅 - 半蔵門 - 日比谷 - 数寄屋橋 - 銀座四丁目 - 勝どき駅 - 晴海五丁目ターミナル
- 都03：四谷駅 - 半蔵門 - 日比谷 - 有楽町駅前 - 東京駅丸の内北口（平日のみ）

- - 1968年（昭和43年）2月25日：都電11系統（新宿駅前 - 月島間）の代替路線として、511系統（その後、銀71系統へ）が開業する[2]。
  - 1988年（昭和63年）3月21日：都市新バス化され、都03系統に改番される[3]。
  - 2000年（平成12年）12月12日：都営大江戸線全線開業に伴う路線再編により、新宿駅西口 - 四谷駅前間を短縮。担当営業所を杉並営業所（この再編に伴い杉並支所に格下げ）から深川営業所に変更する[4]。
  - 2012年（平成24年）4月1日：都市新バスだが、はとバス委託路線となり、深川営業所から本支所に移管する。
  - 2022年（令和4年）4月1日：四谷駅～東京駅丸の内北口間の運行開始[5]。
  - 2024年（令和6年）4月1日：晴海側の経路を変更し、晴海埠頭発着から晴海五丁目ターミナル（HARUMI FLAG）発着に変更[6]（ほかに晴海埠頭を発着する都05-1および錦13は経路変更を行うが晴海埠頭発着を維持）。

都電第2次撤去で廃止された大久保電車営業所所管の都電11系統と、それに並行して清水操車所 - 晴海埠頭間を結んでいた、杉並支所の前身である堀ノ内自動車営業所所管の304系統が始まり。1970年（昭和45年）の都電第5次撤去に合わせた路線再編成で両路線は統合され、銀71系統となる。
都心を横断する路線の為、1988年（昭和63年）3月21日に都市新バスの第3期導入路線となったのを機に系統番号を都03に改め、都04・都05系統と共に「グリーンアローズ」と名付けられた。晴海通りの需要の他、新宿駅発着のJR・私鉄線から三宅坂にある国立劇場への足としても重宝され、最盛期には数寄屋橋・銀座 - 勝どき橋（晴海通り上）では停留所に行けば、昼間でも少し待つだけで3系統のどれかが来る程だった。
晴海見本市会場の機能がビッグサイトへ移転した後は、利用客の減少が進んだ。このため営業成績は悪化の一途を辿り、1990年代後半頃から晴海方面からの四ツ谷駅止まり便が増えていく。そして、2000年の都営大江戸線開通時の再編で、営団（現・東京メトロ）丸ノ内線と重複する新宿駅西口 - 四谷駅前を短縮のうえ杉並営業所から深川営業所に移管し、運行回数を半分以下まで削減した。
その後も乗客の減少に歯止めがかからず、度々のダイヤ改正で減便を余儀なくされており、現在では日中の一部時間帯で40分以上間隔が空く状態となってしまっている。2007年3月26日の改正では土曜・休日の本数がさらに減少し、1時間に1本となっている。
2012年（平成24年）4月1日付ではとバス委託路線となり、深川営業所から移管されてきた。はとバスに管理委託される都市新バス路線はこの都03系統が初となった。
2022年（令和4年）4月1日より、平日限定の区間便として四谷駅〜東京駅丸の内北口間の運行を開始した。この新設については都05系統など他の路線で晴海通り区間のバスが十分供給されていることから、四谷 - 東京駅間の需要開拓に向けた試みとしている。

### 急行06系統
- 急行06：森下駅 - 清澄庭園 - 門前仲町 - 豊洲駅 - 市場前駅 - 東京ビッグサイト駅 - 青海駅 - （←テレコムセンター駅） - 日本科学未来館（記載停留所のみ停車）(土曜・休日のみ)
- 2005年（平成17年）7月17日 : 運行を開始[9]。
- 2006年（平成18年）9月30日 : 門前仲町 - 国際展示場正門駅間 でルート変更。豊洲駅、日本科学未来館前に新規停車[10]。
- 2007年（平成19年）3月31日 : 終点を日本科学未来館構内に変更し、日本科学未来館前停留所は通過に変更する。
- 2012年（平成24年）4月1日 : 江東営業所から江戸川営業所臨海支所に移管。
- 2018年（平成30年）
  - 4月1日：江戸川営業所臨海支所から当支所に移管。
  - 10月13日：市場前駅に新規停車[11]。

急行06系統は、江東区が深川地区と台場地区を結び、深川地区の観光活性化を図るために計画した路線。愛称は「江東区深川シャトル」。なお、江東区が東京都交通局に運行業務を委託している観光シャトルという位置づけのため、車内では豊洲の歴史や門前仲町周辺の案内など、観光アナウンスがなされている。また、江東営業所時代は、運行開始から2010年下半期まで沿線の観光ラッピングを施した車両が運行された。
平成17年度は約27,000人、平成18年度は約32,600人の利用があった。
江東区から運行を委託されているため、臨海副都心内でも港区に属するお台場海浜公園・フジテレビ方面には行かず、また急行05系統（江東区城東シャトル）が停車する船の科学館（品川区）最寄の東京国際クルーズターミナル駅停留所には停車しない。

急行06系統路線図

### 橋86系統
- 橋86：目黒駅 - 天現寺橋 - 愛育クリニック - 二ノ橋 - 麻布十番駅 - 赤羽橋駅 - 神谷町駅 - 御成門 - 新橋駅（平日・土曜の朝夕のみ）
- 橋86：目黒駅 - 天現寺橋 - 愛育クリニック - 二ノ橋 - 麻布十番駅 - 赤羽橋駅 - 神谷町駅 - 御成門 - 東京タワー
- 橋86：目黒駅 - 天現寺橋 - 愛育クリニック - 二ノ橋 - 麻布十番駅 - 赤羽橋駅
- 橋86出入：港南四丁目（港南車庫） → 海岸通り → 浜松町駅前

目黒駅前から広尾橋（広尾駅）、麻布十番駅前、神谷町駅前を経て新橋駅前に至る路線。途中の広尾橋 - 二ノ橋では片側1車線の狭い坂道（仙台坂）を走行する。
1957年（昭和32年）7月15日に71系統として、目黒駅 - 一の橋 - 新橋 - 銀座一丁目 - 東京駅北口として開設、目黒駅から新橋駅は現行と同じ経路、新橋駅より先、中央通り（銀座通り）を日本橋室町（現在の日本橋三越まで直進し、三越の裏手・日本銀行前）から東京駅北口に達していた。
1960年（昭和35年）6月15日に日本橋室町 - 東京駅北口が廃止され、目黒駅-日本橋室町となった。
1967年（昭和42年）7月1日に目黒駅 - 新橋駅が新設された。また道路の渋滞により徐々に平日は新橋駅折返しが多くなった。
長らく路線の変動がなかったが、都営地下鉄大江戸線全線開業に伴う路線再編成により2000年（平成12年）12月12日付けで新橋駅 - 日本橋三越が廃止された。なお、銀座通りが歩行者天国の場合は、新橋駅前から京橋まで外堀通りを迂回した。廃止時点で銀座通りを経由して銀座を縦断する唯一の路線でもあった。
2005年（平成17年）3月28日に目黒分駐所の廃止に伴い、品川営業所に移管。
2006年（平成18年）4月1日に目黒駅 - 東京タワー（橋86折返）を新設し、新橋駅行は平日土曜の朝夕のみの運行となった。
2010年（平成22年）3月28日、麻布十番駅前 - 赤羽橋駅間が都道環状三号線経由から都06系統本線と同じ旧道経由に変更となった。
2013年（平成25年）4月1日にはとバス委託路線となり、港南支所に移管された。
2018年（平成30年）4月1日に、日中の多くの便が目黒駅 - 赤羽橋駅間に区間短縮された。
出庫便である港南四丁目（港南車庫）→浜松町駅前行きは早朝2本のみ運行されている。港南車庫行きの入庫便は運行されていない。これはかつて運行されていた虹01出入系統が名称を変更して現在も運行されているものである。

### 田92系統
- 田92：田町駅東口 - 高浜橋 - 品川駅港南口

再開発の進む港南地区と品川駅・田町駅を結ぶアクセス路線として、浜95系統から独立・田町駅東口に乗り入れる形で2004年（平成16年）4月1日に開通した。開通当初から約1年間は、八千代橋を基点に田町駅周辺を反時計回りに一方循環する運行形態だったが、2005年（平成17年）3月に浜95・田99系統と合わせて田町駅周辺の経路が見直され、田92系統は芝浦一丁目周りを廃止、往復とも藻塩橋経由に変更された。以降、田92系統は浜95系統の区間便の形となっている。
2009年（平成21年）4月1日、浜95系統の田町駅東口乗り入れ復活に伴い、土曜・休日の日中便が運行を中止している。
2014年（平成26年）4月1日にはとバス委託路線となり、港南支所に移管された。
出庫便として運行されていた品川車庫 - 品川駅港南口間（朝の田町駅東口行方向が平日・土曜2便、休日1便のみ）は2022年（令和4年）3月31日の運行をもって終了した。

### 反94系統
- 反94：五反田駅 - 高輪台駅 - 明治学院 - 魚籃坂下 - 古川橋 - 麻布十番駅 - 赤羽橋駅（平日のみ運行）

8の字循環だった反96系統のうち、高輪台駅方面を分割のうえ2002年（平成14年）12月1日に誕生、この際に魚籃坂下 - 赤羽橋駅間を反96系統時代の慶応義塾大経由から、もともと流動のあった三ノ橋・麻布十番駅経由に変更した。五反田駅前を出ると国道1号に入り高輪台駅前・明治学院前を経由、魚籃坂下交差点で桜田通りを離れて古川橋・一ノ橋を経由して赤羽橋駅に至る。麻布十番駅 - 赤羽橋駅は、都06系統の赤羽橋駅前発着便と同じく、古川を挟んで上下で別のルートとなっている。
魚籃坂下 - 麻布十番駅は反96系統本線と平行しており、高輪台駅 - 魚籃坂下が独自区間となっているが、2000年の南北線・都営三田線・都営大江戸線の相次ぐ各地下鉄延伸開業により、この区間では徐々に本数を減らし、現在は平日に朝3往復・夕4往復が残るのみである。これは、系統単独では山手線の内側で完結する路線バスの中で最少で、独自区間での乗降もあるが、五反田駅前 - 麻布地域での利用が多く定時性も良いため、事実上は反96系統の短絡ルートとなっている。
2025年4月1日のダイヤ改正より、土休日の設定が無くなった。

### 浜95系統
- （45→）浜95：品川駅港南口 - 高浜橋 - 田町駅東口 - 海岸三丁目 - 浜松町駅 - 御成門 - 東京タワー（駐車場内）
- 浜95：品川車庫 → 天王洲橋 → 品川駅港南口 → 高浜橋 → 田町駅東口 → 海岸三丁目 → 浜松町駅 → 御成門 → 東京タワー（駐車場内） (出庫)

1952年（昭和27年）7月13日付けで45系統として天王洲橋 - 品川駅東口 - 東京港口間で開通。その後は幾度の経路変更や延長、他系統との統合や短縮を経て現行経路に至る。1974年（昭和49年）7月1日には四98系統（都電33系統代替路線）との統合で品川車庫 - 浜松町駅 - 東京タワー - 六本木 - 四谷片町間という長距離路線となっていたが、1977年（昭和52年）12月16日に東京タワー - 四谷片町間が廃止となった。主に交通手段の乏しい港区海岸地区に対する輸送需要を満たす一方で、品川・浜松町から東京タワーへ向かう観光路線としての役割も担っている。
2002年（平成14年）、東京タワー下から赤羽橋駅へ乗り入れる形で浜95乙系統が開通したが、徐々に運行回数が少なくなり、2010年（平成22年）4月1日に廃止された。赤羽橋駅を出た品川方面行きのバスは、その先の中ノ橋に停車してから折返して東京タワーへ向かっていた。
もともとは品川・田町・浜松町と、JRの各駅をこまめに立ち寄る路線だったが、2005年（平成17年）3月に田町駅周辺の路線再編によって浜95系統の田町駅東口乗入れが廃止され、旧海岸通りを直進して芝浦三丁目を経由する形となったが、2009年（平成21年）4月に田町駅乗入れが復活し、品川方面のみロータリーからの乗降が可能となっている。
ちぃばす芝浦港南ルートの本格運行開始で競合となり、2014年（平成26年）4月1日付ではとバス委託の上、港南支所に移管された。
品川車庫 - 品川駅港南口間は、平日朝2便と土曜・休日1便の東京タワー行のみで、東京タワー発は全便品川駅港南口行となる。

### 井96系統
- 井96 大井町駅東口 - 青物横丁  -（←南馬場／都立八潮高校→）- 天王洲アイル（パークスクエア）（循環）

大井町駅前を出発後、青物横丁を基点に反時計回りで天王洲地区を経由し、再び大井町駅前へ至るラケット型の循環路線。1992年に品91折返系統として、大井町駅前と天王洲地区のアクセス向上を目的に開通したが、当初は平日のみの運行だった。その後、大井町駅に関係する系統の再編により、井96系統として独立、さらに2002年の品91・品98系統再編に伴う補強として、大井町駅前方面行きの南馬場経由化、土休日の運転開始・ダイヤ増発が行われ、段階的に規模を大きくしてきた路線。2005年の港南分駐所格上げに伴い、品川営業所より移管された。
ダイヤは品川営業所時代に上記の経緯で拡充され、2002年のりんかい線全通時にはほぼ影響を受けなかったものの、港南支所移管時に大幅減便され、特に土休日は終日毎時1-2本まで減回されている。

### 品97系統
- 品97（平日・土曜）：品川駅高輪口 - （← グランドプリンスホテル新高輪/泉岳寺 →）- 天現寺橋 - 西麻布 - 青山一丁目駅 - 信濃町駅 - 四谷三丁目 - 新宿追分 - 新宿駅西口
- 品97（日曜・祝日）：品川駅高輪口 - （← グランドプリンスホテル新高輪/泉岳寺 →）- 天現寺橋 - 青山一丁目駅 - 信濃町駅 - 四谷三丁目 - 歌舞伎町 - 新宿駅西口

2008年4月1日より、杉並支所との共管となる。はとバス委託路線として、初の共管路線となっている。

### 井98系統
- （品98丁→）井98甲：大井町駅東口 - 青物横丁 - 大井清掃工場 -（→ダイトー大井物流センター）- 大井水産物埠頭
- （品98戊→）井98乙：大井町駅東口 - 青物横丁 - 大井清掃工場 -（←ダイトー大井物流センター）- 大井水産物埠頭

1994年（平成6年）7月に品98系統から独立した路線で、当初は品98丁・戊を名乗った。大井町駅東口から青物横丁駅付近を経由し、大井埠頭地区とをダイレクトに結ぶ。品98系統とともに大田区を通る数少ない都営バス路線でもある。いずれも休日運休、昼前後の運行はされていない。終点付近は大井水産物埠頭入口を基点に、午前はダイトー大井物流センター先回り、午後はその逆のループ状の経路をとるが、循環扱いを行っておらず一旦大井水産物埠頭で運行は打ち切られる。
当初は行先とともに「直通」の文字を掲げていた。これは経路上、旧・品98甲系統（大井町駅東口 - 大井埠頭中央公園 - 大井埠頭 - 品川駅東口）をショートカットする意味で、急行運転は行われていない。

### 田99系統
- 田99：品川駅港南口 - 五色橋 - 芝浦埠頭 - 田町駅東口
- 田99出入：港南四丁目（港南車庫）- （直行）- 品川駅港南口

1967年（昭和42年）10月に品川営業所の管轄で開通した路線である。開業から長らく朝夕のみの運行、港区スポーツセンター発着だったが、2002年（平成14年）の新・虹02系統廃止により日中の運行を開始、2004年（平成16年）4月には田町駅東口交通広場の完成に伴い田町駅東口発着となった。その後は平日と土曜が再び朝夕のみの運行となり、休日のみ日中にも運行されている。この路線は品川→港南→品川と移管され、2005年（平成17年）3月28日付で港南支所に移管、その後はとバス委託となる。
出入系統は品99・田99系統の港南分駐所への移管と同時に品99出入系統として開設されたものだったが、現在は田99系統に編入されている。以前より大幅に減便されている為、現在は平日3回、土休日2回設定されている。

## 廃止・移管系統

### 港南時代に廃止・移管された系統

#### 速01系統（快速バス）
- 速01：東京駅八重洲口 - 銀座四丁目 -（レインボーブリッジ）- お台場海浜公園駅 - 船の科学館駅 - パレットタウン（循環）

レインボーブリッジ経由で東京駅八重洲口と臨海副都心を結んでいた。当初は都市新バス（都03・05系統）の経年車（日野・ブルーリボン、S201-203・205-207号車）を使用して東京駅八重洲口 - ホテル日航東京（現・ヒルトン東京お台場）・東京ビッグサイト間を運行していたが、1998年（平成10年）夏には貸切車（ガイドが乗務、車両は各営業所から寄せ集め）を使用、2000年（平成12年）からは貸切車（いすゞ・スーパークルーザー、X001 - 003・005-007号車）を転用し、経路も東京駅丸の内南口発着、有楽町駅・銀座四丁目経由に変更され、専用車はアクアシティお台場・デックス東京ビーチ・ヴィーナスフォートいずれかのラッピング装飾が施された。
座席定員制で、運賃は大人300円・小児150円、2000年（平成12年）からは誕生日に乗ると身分証明書の提示で運賃が無料になる特典が設けられた。その後、車両の老朽化等を理由に2003年（平成15年）3月31日をもって廃止となった。

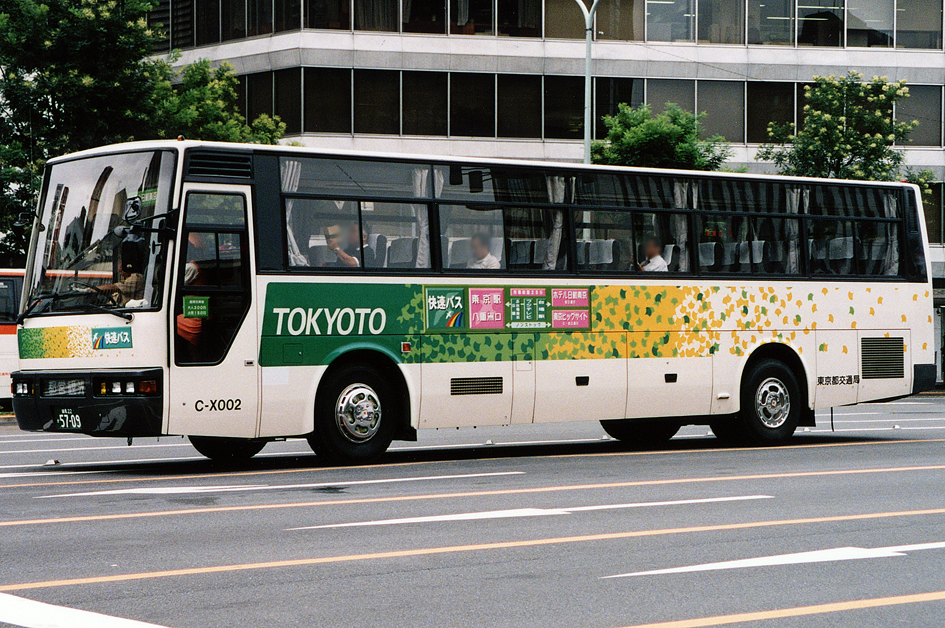
貸切車導入当初の仕様(C-X002)
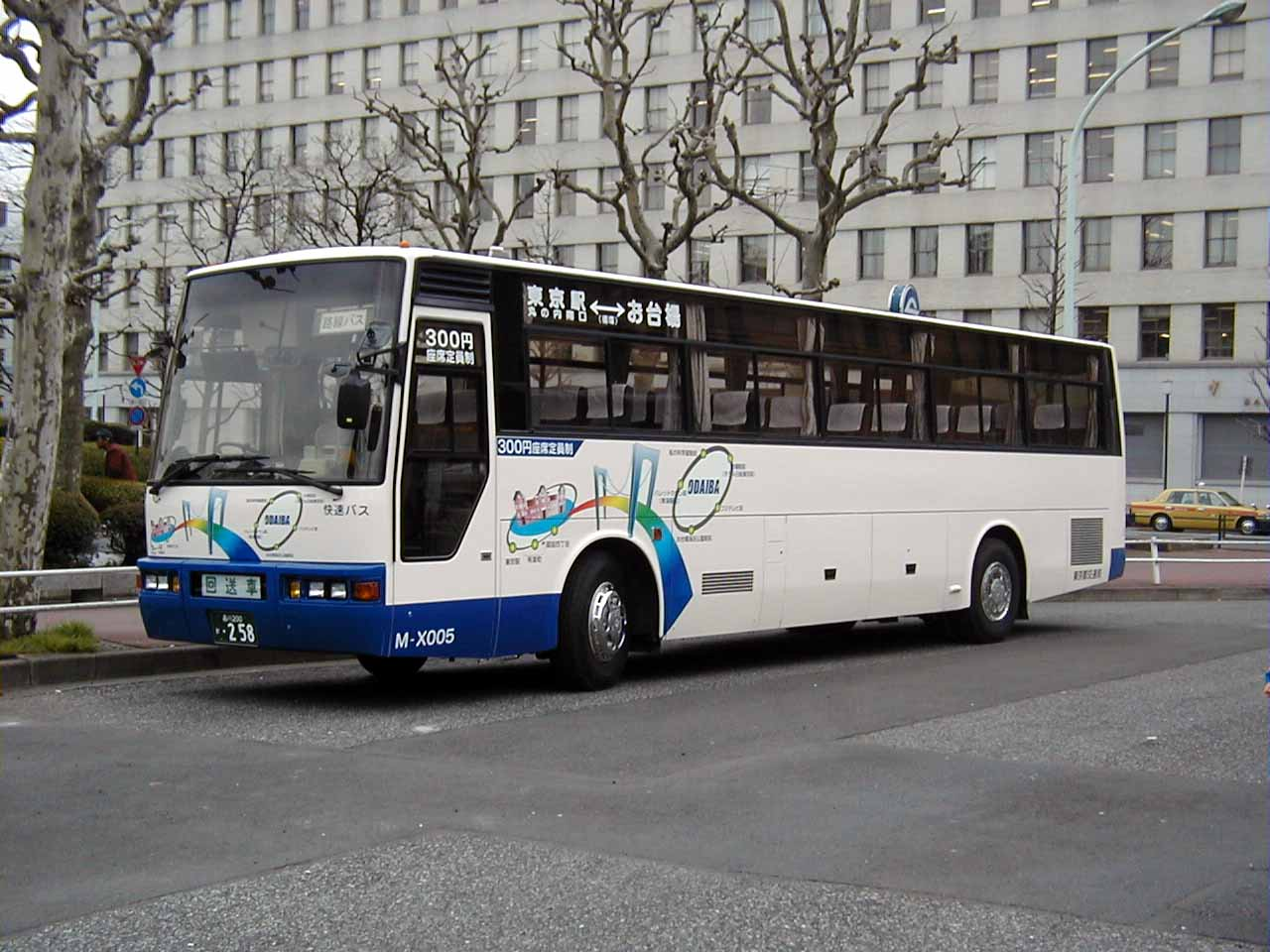
貸切転用車導入当初の暫定仕様(M-X005)
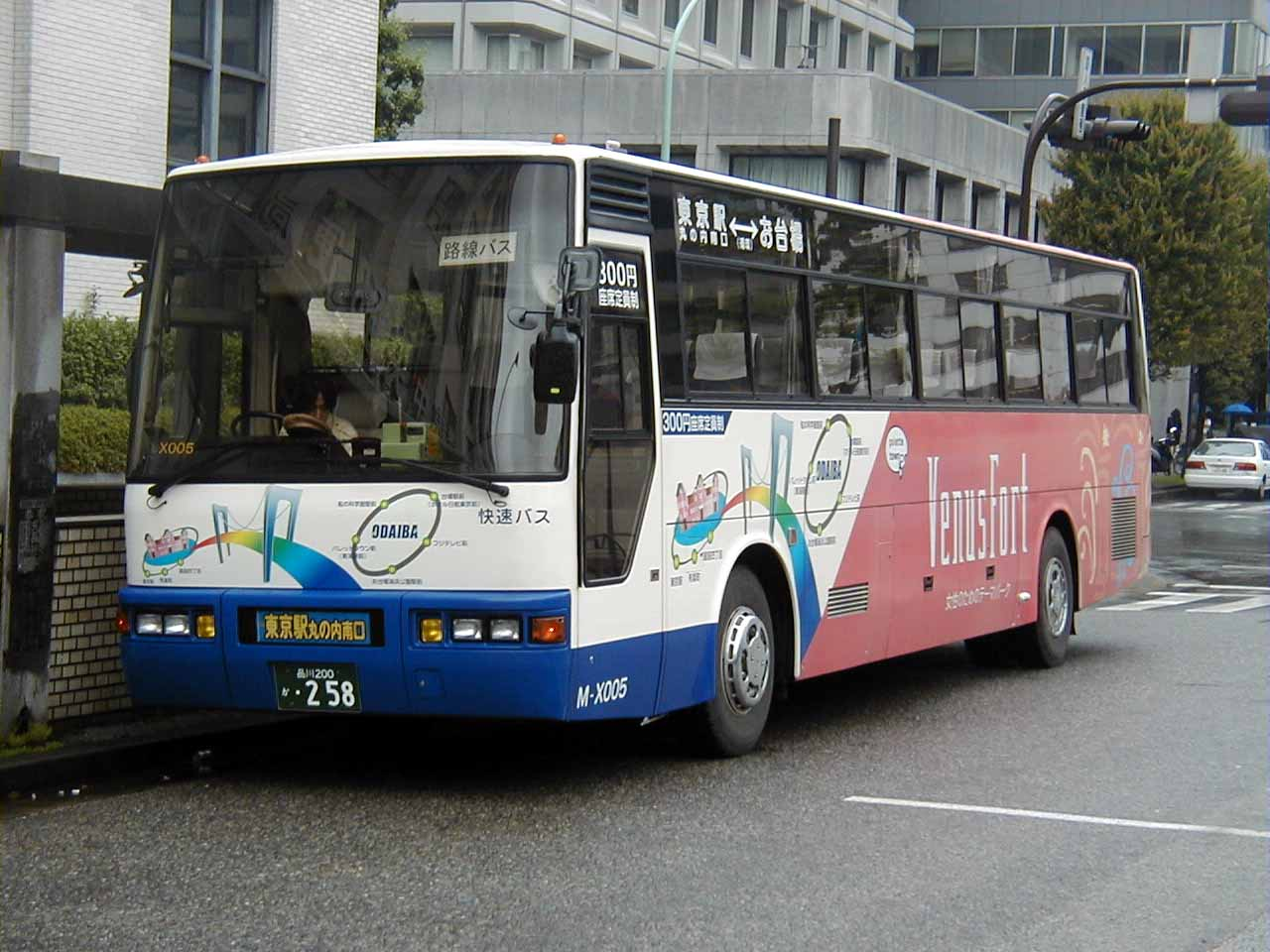
ヴィーナスフォートの広告装飾後(M-X005)

#### 虹01系統

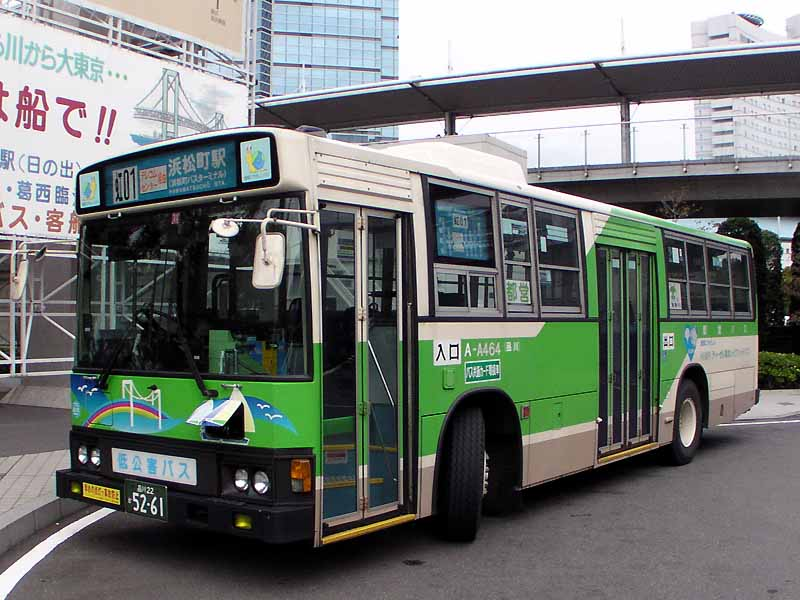
かつて虹01には専用のイラストが付いた車両が充当されることがあった(A-A464、既廃車)

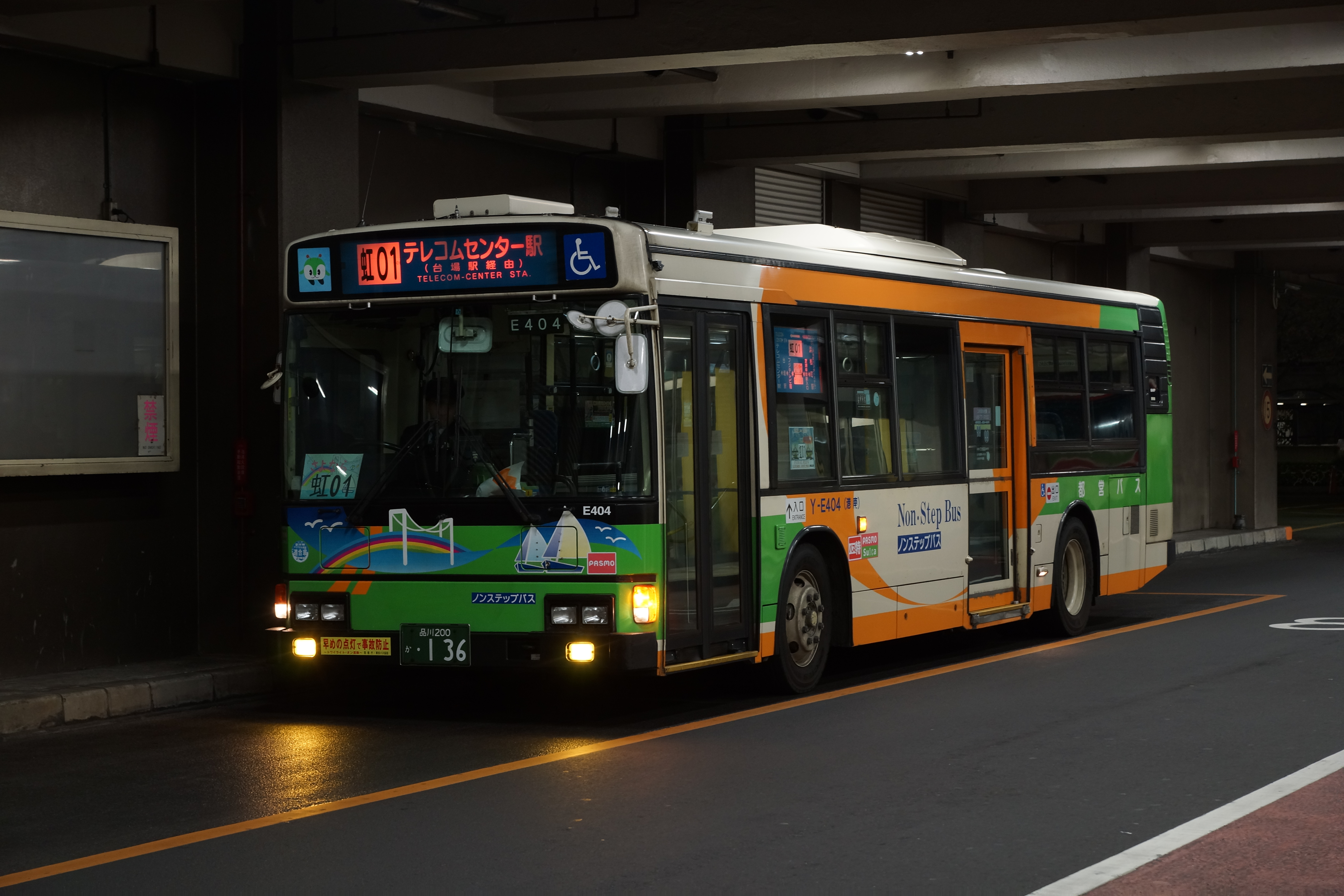
2013年3月31日　運行最終日の虹01 最終便には虹装飾のY-E404が充当された

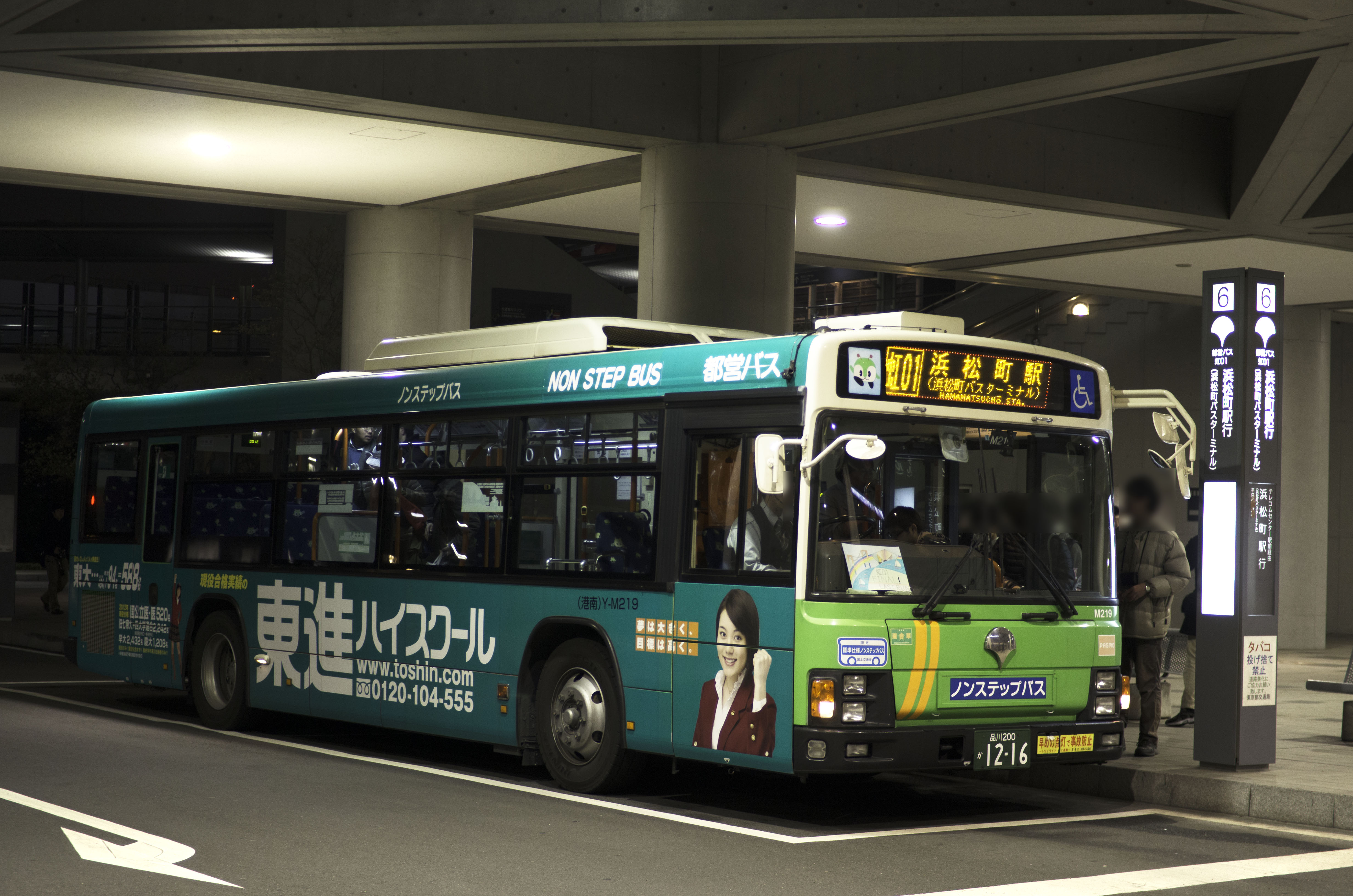
東京ビッグサイト発最終浜松町駅前行(2013年3月31日)

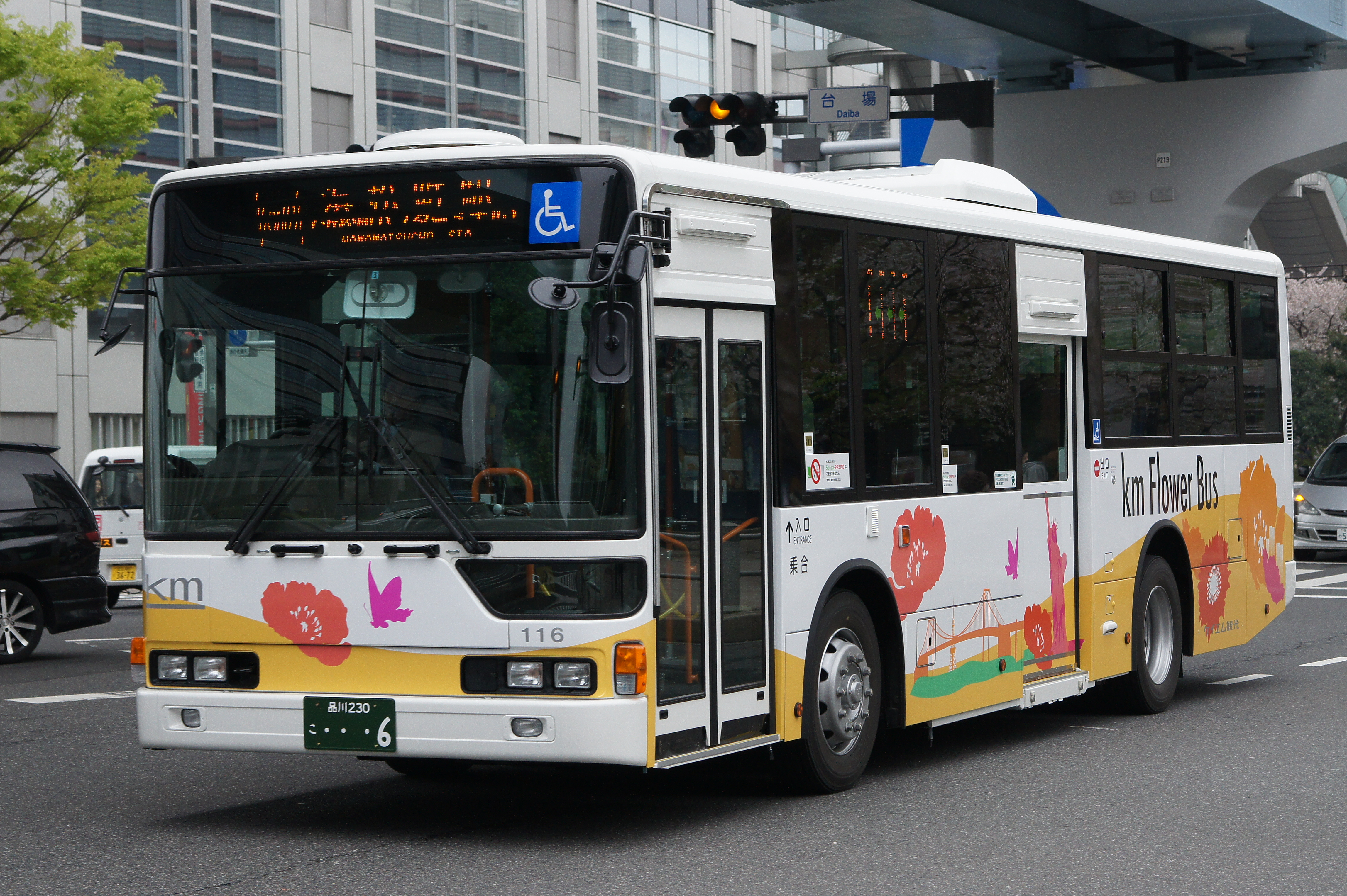
2013年4月1日からは同一経路でkmフラワーバスの運行が開始された

- 虹01：浜松町駅バスターミナル - 浜松町駅前 - 竹芝桟橋 -（レインボーブリッジ）- お台場海浜公園駅 - フジテレビ前 - 船の科学館駅 - テレコムセンター駅
- 虹01：浜松町駅バスターミナル - 浜松町駅前 - 竹芝桟橋 -（レインボーブリッジ）- お台場海浜公園駅 - フジテレビ - 船の科学館駅 - テレコムセンター駅 - 東京ビッグサイト
- 虹01：浜松町駅バスターミナル - 浜松町駅前 - 竹芝桟橋 -（レインボーブリッジ）- お台場海浜公園駅 - フジテレビ前 - 船の科学館駅 - テレコムセンター駅 - 国際展示場駅
- 虹01：浜松町駅バスターミナル - 浜松町駅前 - 海岸通り - 港南車庫（港南四丁目）

浜松町駅と東京ビッグサイト・国際展示場駅前をレインボーブリッジ経由で結ぶ。東京ビッグサイトでのイベント開催時に運行される国展03系統（浜松町駅 - 東京ビッグサイト）も本系統の臨時増発便と位置付けられるが、港南以外は運用に入らず、ピーク時に品川営業所の応援がある程度であった。
当初は田町駅東口からレインボーブリッジまでの路線として開通したもので、経路上は現路線と関連は薄く、系統番号以外は全くの別路線である。レインボーブリッジ展望台利用客向けの観光路線だったが、次第に通勤路線の色合いが強くなるとともに平日の運行回数も増え、経路もレインボーブリッジへの直通からダイヤモンドパレス・ピアシティ芝浦などを経由するようになると同時に、田町駅東口側も港区スポーツセンター前発に変更した。しかし、お台場地区の目覚しい発展から路線を新設することとなり、系統番号を譲ることになる。そして、1997年2月3日から誕生した新・虹01系統は、浜松町駅前からレインボーブリッジを渡り、フジテレビなどがあるお台場へのアクセス手段として機能していた。
当初は品川営業所との共同運行だったが、1年で共管先が深川営業所に変更された。その後、りんかい線が延伸開業すると、需要が減って改正のたびに減回され、全便がテレコムセンター経由となった結果、当初は毎時5回程度だったものが、末期は日中に毎時1回となる時間帯もあった。
開通から現在まで浜松町駅 - 国際展示場駅が本線だが、多くが東京ビッグサイト行きとなっている。一部はテレコムセンター駅前止まりの他に港南車庫への出入便として港南四丁目発着（海岸通り経由）が運転される。出入便のうち浜松町駅前行は毎日早朝4本のみ、港南四丁目行きは平日の夜3本のみ運転。
1998年（平成10年）5月1日からPTPSを導入しており、信号の優先制御を経路上で実施している。これに対応した機器を搭載する必要があるため、PTPS装着車は一般車と区別するために前面にお台場を象徴するレインボーブリッジなどのイラストを貼り付けており、PTPSは目黒通りにも導入されたため、分駐所時代よりPTPS搭載車であれば虹バスか否かに関係なく運用される。
レインボーブリッジが強風、催事などで通行止めになると、この路線は浜離宮 - 勝どき - 晴海 - 豊洲 - 有明経由となる。レインボーブリッジ上層部の首都高台場線が通行止めになっても下の一般道は通行可能な場合が多い。
2013年（平成25年）4月1日の改編で廃止され、ケイエム観光バスが運行するkmフラワーバスに引き継がれたが､2017年5月31日を以って同社でも路線廃止となり､完全撤退した形となった｡。乗客は比較的多かったものの、ほとんどが固定客で、途中乗降が少なく運賃収入が増えないことから赤字であったことに加え、港区がお台場レインボーバスの運行を開始したことで追い討ちを掛けられた。なお、出入庫路線の港南四丁目発着便（橋86系統に編入）のうち浜松町駅行きのみ、改変後も平日早朝2本に限り運行（バスターミナルには入らない。路上の浜松町駅前で終点）、浜松町駅前からは回送のうえそれぞれ都03・橋86系統となる。

その後、レインボーブリッジを渡る都営バスは品川営業所の波01出入系統があったが、こちらも2022年（令和4年）3月31日をもって運行を終了し、レインボーブリッジを経由する都営バスの路線は全廃となった。

#### 波01系統
- 波01：東京テレポート駅 - 日本科学未来館前 - テレコムセンター駅 - 環境局中防合同庁舎 - 中央防波堤

2006年（平成18年）4月に運行開始。当初は港南支所と深川営業所の共管だったが、港南支所のはとバス委託に伴い港南担当分を品川営業所に移管。

#### 反90系統
- （反90乙→）反90：五反田駅 - 高輪台駅 - 高輪一丁目 - 田町駅

1950年（昭和25年）5月15日に122系統として、久が原 - 五反田駅 - 田町駅 - 東京駅八重洲口を東急バス神明営業所（現・荏原営業所）との相互乗り入れで開通した路線である（1951年（昭和26年）5月に多摩川大橋まで延長）。都営地下鉄1号線の全線開業で完全並行となり、1970年（昭和45年）9月20日限りで多摩川大橋 - 五反田駅間を廃止のうえ東急との相互乗り入れも終了。1972年（昭和47年）11月以降は東96系統を名乗ることとなる。担当は品川営業所だった。
この東96系統も第3次再建計画に伴う路線再編成により、1982年（昭和57年）12月26日付で初代・反96系統（五反田駅 - 田町駅 - 一ノ橋 - 清正公前 - 五反田駅）に変更のうえ目黒営業所に移管。それも1990年（平成2年）7月1日付けで分割され、2代目反96系統（五反田駅 - 一ノ橋 - 赤坂アークヒルズ - 新橋駅。目黒営業所担当）と反90乙系統（五反田駅 - 高輪三丁目 - 田町駅 - 三田駅。品川営業所担当）となり、後者は2000年（平成12年）12月12日に反90甲系統が3代目反96系統に統合されることに伴い反90系統となり、その後はとバス委託で港南支所に移管された。高輪台駅から田町駅にかけては比較的狭隘な道路を走行するため、普段は中型車や中型ロング車で運行されていた。
2012年（平成24年）のちぃばす高輪ルート本格運行開始に伴い本数が大きく減少。朝夕各4本ずつの計8本のみの運行となった後、2015年（平成27年）3月31日限りで廃止となった。東急側は反01系統（五反田駅 - 川崎駅西口北）として存続している。

#### 田92系統
- 田92：田町駅東口 ← 藻塩橋 ← 高浜橋 ← 品川駅港南口 ← 天王洲橋 ← 品川車庫 (出庫)

2022年（令和4年）3月をもって品川車庫始発便が廃止、全便が品川駅港南口～田町駅東口間の運行となった。

#### 品93系統
- 品93甲：目黒駅 - 明治学院 - 品川駅 - 品川車庫 - 都立高専 - 東京陸運支局（鮫洲試験場） - 大井競馬場
- 品93甲：目黒駅 → 明治学院 → 品川駅 → 品川車庫 → 都立高専
- 品93乙：目黒駅 - 明治学院 - 品川駅 - 北品川 - 都立高専 - 東京陸運支局（鮫洲試験場） - 大井競馬場（第一京浜経由・平日朝運行）

2005年（平成17年）3月の港南支所への昇格と同時に参入、共管となっていた。その後、2008年（平成20年）4月の港南のはとバス委託化に伴い品川営業所単独に戻された。

#### 品98・品99系統
- 品98甲：品川駅東口 - 天王洲橋 - 品川清掃工場 - セントラルビル - 大田市場
- 品98乙：品川駅東口 → 天王洲橋 → 品川清掃工場 → セントラルビル → 大井埠頭バンプール（朝運行）
- 品98丙：品川駅東口 -（急行）- 大田市場（平日・土曜早朝1本のみ、市場定休日は運休）
- 品99：品川駅東口 → 港南四丁目 → 東京出入国在留管理局 → 京浜運河 → 品川埠頭 → 品川駅東口（循環）
- 品99折返：品川駅東口 - 港南四丁目 - 東京出入国在留管理局（平日のみ）

港南支所のはとバス委託化に伴い、品川営業所に再移管。

#### 東98系統

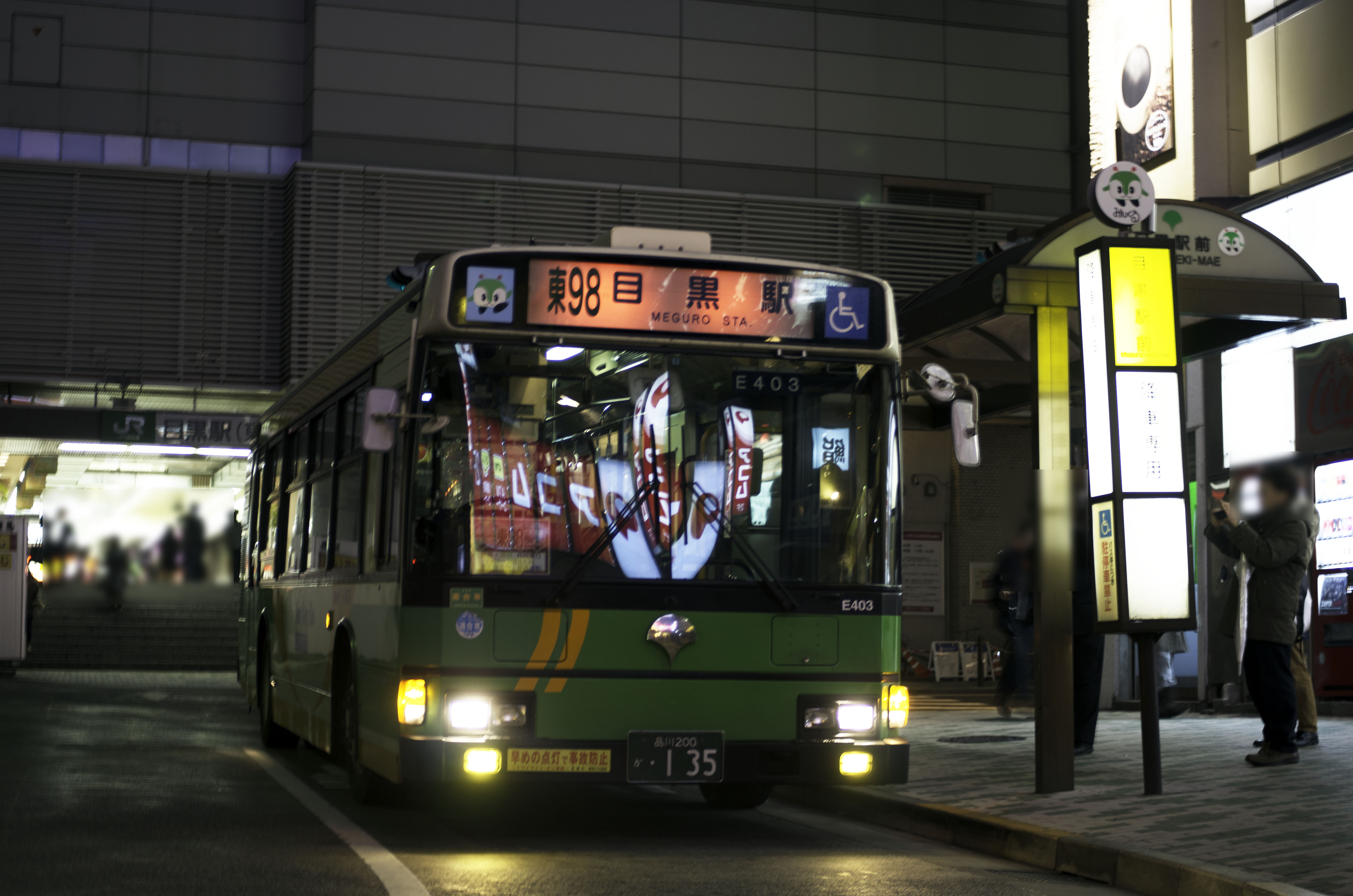
都営バスによる最終運行の目黒駅行き(2013年3月31日)

- 東98：東京駅丸の内南口 - 経済産業省前 - 東京タワー - 赤羽橋駅 - 魚籃坂下 - 目黒駅 - 清水 - 都立大学駅北口 - 等々力七丁目 - 等々力駅 ← 等々力操車所（東京急行電鉄→東急バス目黒営業所と共同運行）
- 東98：東京駅丸の内南口 → 経済産業省前 → 東京タワー → 赤羽橋駅 → 魚籃坂下 → 目黒駅
- 東98：目黒駅 - 清水 - 都立大学駅北口 - 等々力七丁目 - 等々力駅 ← 等々力操車所（出入庫）

1948年（昭和23年）11月に東京駅丸の内南口 - 自由が丘（現・八雲三丁目）間の113系統として営業を開始した路線で、当初の都営は渋谷営業所が担当だったが、目黒営業所の復旧により移管された。東京駅丸の内南口を起点に、日比谷、赤羽橋駅前、白金台駅前、目黒駅前、都立大学駅北口経由で等々力駅前に至る。東急バスとの共同運行で長距離路線であったことから、警視庁と共同で行っているPTPSの導入路線となっている。地下鉄網が現在よりも恵まれなかった頃は、この路線以外にも都心・郊外直通型の相互乗り入れ路線が数多く存在したが、交通事情により大部分が分割・短縮され、1984年（昭和59年）2月16日以降は都営と東急が共同運行を行う唯一の路線となっただけではなく、大手民営バスが都心部まで乗り入れる光景が見られる唯一の路線ともなっていた。
東急バスは途中の清水停留所にある目黒営業所が運行を担当。目黒駅以南では目黒通りを通る多数の東急バス路線（東98系統のほか、黒01、黒02、黒06、黒07系統など）があり、運行本数も東急バスの方が圧倒的に多いが、都営バスの運賃は目黒駅以南でも運行終了当時200円と東急バスより10円安くなっていた（目黒駅以南で東急バスを利用する場合は、東98系統利用の場合を含め運賃が当時210円であった。なお東急バスの東98系統の運賃についてはこちらを参照）。
なお、共同運行上の特徴として、
- 都営バスの等々力方向行きは等々力駅前（東急の等々力停留所）で営業を終了し等々力操車所に回送。折返しは等々力操車所から乗車扱いを行っていた。東急は往復とも等々力操車所前停留所発着で営業。
- 等々力方向の行先表示は都営が「等々力」、東急は「等々力操車所」、東京駅方向の行先表示は都営が「東京駅丸の内南口」[注釈 2]、東急は「東京駅南口」、目黒駅前行きは都営、東急とも「目黒駅」となっていた。

中型車幅10.5ｍノンステップ車の日野・レインボーHRが主に使用されるが、一般の大型ノンステップ車（日野・ブルーリボンⅡ等）や日野・ブルーリボンシティハイブリッドなどが使用されることもあった。
1955年（昭和30年）以来、長年にわたり目黒営業所 → 目黒支所 → 目黒分駐所が担当してきたが、2005年（平成17年）3月の目黒分駐所廃止に伴い品川営業所に移管された。その後2008年（平成20年）4月にはとバス委託路線となり港南支所に再移管されるも、2013年（平成25年）3月31日の改編で都営バス運行便は東急バスに移譲となり、4月1日より全て東急バスでの運行となった。これにより目黒区から都営バスの営業路線が消滅。東京23区で唯一都営バスが走らない区となった。なお、2023年現在も都営バスの系統が複数乗り入れている目黒駅は品川区にある。
東急バス単独運行となった後の東98系統については「東急バス目黒営業所#自由が丘線」を参照。

### 目黒時代に廃止・移管された系統
港南に直接移管または他営業所に移管後、港南に再移管された系統は記載しない。

#### 都06系統（グリーンエコー）
- （534→橋85→）都06：渋谷駅 - 渋谷車庫 - 天現寺橋 - 古川橋 - 麻布十番駅 - 赤羽橋駅 - 金杉橋 - 大門駅 - 新橋駅
- （534→橋85→）都06：渋谷駅 - 渋谷車庫 - 天現寺橋 - 古川橋 - 麻布十番駅 - 赤羽橋駅
- （534出入→橋85出入→）都06出入：渋谷駅 - 渋谷車庫 - 天現寺橋 - 東大医科研病院西門 - 白金台五丁目 - 目黒駅

1969年（昭和44年）10月26日の都電第4次撤去で廃止された都電34系統（渋谷駅前 - 金杉橋）の代替バスである橋85系統が、1990年（平成2年）3月に都市新バス化された路線である。当初は目黒営業所単独だったところに1999年（平成11年）7月から渋谷営業所が参入のうえ共管化。その後段階的に移管され、2003年（平成15年）4月に渋谷営業所の単独所管となる。移管と共に目黒車庫への出入庫として運行されていた目黒駅前着発便が廃止となった。その後2008年度の1年間だけ品川本所と渋谷営業所の共管が行われた。

#### 深夜06系統
- 深夜06：渋谷駅 → 渋谷車庫 → 恵比寿駅 → 北里研究所 → 古川橋 → 一ノ橋 → 赤羽橋
- 深夜06：渋谷駅 ← 渋谷車庫 ← 天現寺橋 ← 古川橋 ← 一ノ橋 ← 赤羽橋
- 深夜06入庫：渋谷駅 → 渋谷車庫 → 天現寺橋 → 東大医科研病院西門 → 白金台五丁目 → 目黒駅

渋谷営業所管轄の田87系統と、都06系統の西側（渋谷側）を運行する深夜バスとして設定された。2002年（平成14年）10月15日廃止。

#### （旧）虹01系統
- 虹01：田町駅東口 - レインボーブリッジ

1993年（平成5年）8月26日にレインボーブリッジ展望台への観光目的の路線として誕生した。2代目の虹01系統に機能を譲り1997年（平成9年）2月2日に廃止された。

#### （旧）虹02系統
- 虹02：東京駅南口 - レインボーブリッジ

(旧)虹01系統と同時に開設、東京駅とレインボーブリッジの間で急行運転を実施していた。利用不振のため1995年（平成7年）1月20日に廃止された。

#### （新）虹02系統
- 虹02系統：品川駅東口 - 港南三丁目 - フジテレビ前 - テレコムセンター駅 - 東京テレポート駅

2000年（平成12年）4月1日に品川営業所と共管で運行開始、2001年（平成13年）8月に品川営業所単独となった。その後2002年（平成14年）12月1日に廃止。

#### 黒10系統
- （都電5→505→）黒10：目黒駅 - 清正公前 - 一ノ橋 - 赤羽橋 - 御成門 - 日比谷 - （→ 東京駅南口 →） - 永代橋
- 黒10：目黒駅 - 清正公前 - 一ノ橋 - 赤羽橋 - 御成門 - 日比谷 - 東京駅南口
- 黒10：目黒駅 - 清正公前 - 一ノ橋 - 赤羽橋

1967年（昭和42年）12月の都電第1次撤去で廃止された5系統の代替としてスタート。しかし永代橋発着は終点の位置が中途半端で都庁前（現・東京国際フォーラム前）- 永代橋間の利用率が高くなく、1978年（昭和53年）11月に短縮され東京駅南口発着となる。東98系統とは一部違うルートで目黒駅と東京駅を結んでいた。都営地下鉄大江戸線環状部開業に伴う路線再編成により、2000年（平成12年）12月11日限りで廃止。なお目黒駅前 - 清正公前間はホテル送迎の貸切系統として残った。

途中の日比谷通り上にあった港区役所前停留所も黒10系統とともに廃止となったが、後にちぃばす麻布ルート（後の麻布東ルート）が設定され事実上の復活となった。

#### 田70系統
- 田70甲：港区スポーツセンター - 田町駅東口 - 札の辻 - 三ノ橋 - 一ノ橋 - 鳥居坂下 - 六本木[注釈 3] - 青山一丁目駅 - 信濃町駅 - 四谷三丁目 - 新宿追分 - 新宿駅西口
- 田70乙：港区スポーツセンター - 田町駅東口 - 札の辻 - 赤羽橋 - 一ノ橋 - 鳥居坂下 - 六本木 - 青山一丁目駅 - 信濃町駅 - 四谷三丁目 - 新宿追分 - 新宿駅西口

1957年（昭和32年）に70系統として目黒営業所単独で運行を開始し、1982年の第2次再編で新宿営業所（現・新宿支所）との共管になった後、1992年（平成4年）に新宿営業所へ完全移管。その後、都営地下鉄大江戸線全線開通に伴う路線再編成により2000年（平成12年）12月11日限りで廃止された。
その後、この系統の代わりに四97系統が品97系統として、四谷三丁目から、新宿駅西口を結ぶようになった。この路線のはとバス委託化で杉並支所が担当を開始したが、品川車庫行き最終の便の折り返し入庫回送が遅くなるので、品川側の基地として同じはとバス委託営業所になった目黒営業所を出自とする港南支所が共管となったので、品川営業所の品97系統以来の品川ナンバーの都営バスが再び新宿駅西口へと乗り入れが復活した。

田町駅と六本木の間は、2004年（平成16年）から港区コミュニティバス「ちぃばす」田町ルートが運行され事実上復活した。

#### 黒77系統
- 黒77：目黒駅 - 広尾橋 - 天現寺橋 - 西麻布 - 北青山三丁目 - 明治公園 - 千駄ヶ谷駅（国立競技場駅）

2005年（平成17年）3月28日、目黒分駐所廃止に伴い品川営業所本所に移管。

#### 東80系統
- 101：東京駅南口 - 日比谷 - 西新橋一丁目 - 虎の門 - 溜池 - 六本木 - 広尾橋 - 天現寺橋 -恵比寿駅 - 三谷 - 国立第二病院[注釈 4] - 桜新町（東急バス不動前営業所→弦巻営業所→駒沢営業所と共同運行）
- （7→）東80：東京駅丸の内南口 - 日比谷 - 西新橋一丁目 - 虎の門 - 溜池 - 六本木 - 広尾橋 - 天現寺橋 -恵比寿駅

1947年（昭和22年）、都営と東急の共管路線の一つとして設定され101系統を名乗った。東急では「駒沢線」と呼称していた。

東急側の担当営業所は移管を繰り返し、1964年（昭和39年）駒沢営業所に落ち着いた。しかし昭和40年代の中頃になると恵比寿駅を境に分断され、都営は7系統→東80と系統番号を変更、山手線内のみを運行した。

昭和50年代に入ると第1次再編に伴う廃止対象路線に挙げられ、1977年（昭和52年）12月15日限りで廃止された。一方、恵比寿駅から先は東急が恵33の系統番号で引き続き運行したが1981年（昭和56年）6月22日限りで廃止となった。現在は恵比寿駅から途中の東京医療センター前まで、東急バスのエビス線恵32系統が運行している。

#### 反90甲系統
- 反90甲：五反田駅 - ソニー前 - 御殿山 - 品川駅
- 反90甲折返：御殿山ヒルズ - 品川駅

100系統（洗足池 - 東京駅南口）として1947年（昭和23年）に東急バスとの共同運行で開通。東急側は「雪が谷線」を名乗った。その後雪が谷、丸子橋まで延長され、この路線は1972年（昭和47年）11月以降東90系統を名乗るようになった。1979年（昭和54年）12月には五反田駅を境に分断、都営は五反田駅 - 品川駅 -  東京駅間を運行することになり（同時に起終点を東京駅丸の内南口から東京駅八重洲口に変更）、東急は品90系統として丸子橋 - 品川駅間の運行となったが、1981年6月の中延営業所廃止に伴う瀬田営業所への移管を経て1989年（平成元年）3月に廃止となる。ちなみに雪が谷線という線名は初代で、2代目は瀬田営業所の多摩01系統（多摩川駅 - 東京医療センター）が使用している。
都営の東90系統も、1990年（平成2年）6月に五反田駅 - 品川駅間に短縮のうえ反90甲系統となった。品川駅行は、品川駅前で品93系統の停留所とホテルパシフィック東京（現・SHINAGAWA GOOS）前の順に停車し、当時の四92・四97系統への乗り換えの便を図っていた。1998年（平成10年）4月に反96系統とともに品川営業所に再移管された。

その後、2000年（平成12年）12月に四92系統、2代目反96系統と統合のうえ3代目の反96系統となり、御殿山ヒルズ発着便は反96折返系統となった。

#### 反96系統
- 反96：五反田駅 - 高輪台駅 - 魚籃坂下 - 一ノ橋 - 赤坂アークヒルズ - 溜池 - 新橋駅
- 反96：五反田駅 - 高輪台駅 - 魚籃坂下 - 一ノ橋 - 赤坂アークヒルズ - 溜池
- 反96：五反田駅 ← 高輪台駅 ← 魚籃坂下 ← 一ノ橋（始車のみ）

1990年（平成2年）6月に初代・反96系統を分割した路線で、もう一方は反90乙系統となった。その後1997年（平成9年）9月30日に溜池 - 新橋駅間を短縮し、1998年（平成10年）4月に品川営業所へ移管された。

#### 宿97系統
- （129→）宿97：野沢龍雲寺 - 三宿病院前 - 中目黒駅 - 代官山駅入口 - 渋谷駅東口 - 表参道 - 北参道 - 新宿追分 - 新宿駅東口（東急バス不動前営業所→目黒営業所→大橋営業所と共同運行）

1956年（昭和31年）2月1日、129系統として運転開始。東急バスの野沢線を新宿駅まで延長する際に都営が共同運行の形で参入した路線である。都営と東急の共管で新宿駅へ向かう路線は、1967年（昭和42年）に138（現・宿91）系統が開通するまではこの路線が唯一であった。

第2次再建計画の煽りで都営が撤退、1977年（昭和52年）12月15日限りで廃止。東急は渋谷駅までに短縮、渋70→中目01系統を経て、現在の黒09系統となる。

#### 橋99系統
- （都電4→504→）橋99：五反田駅 - 魚籃坂下 - 一ノ橋 - 赤羽橋 - 金杉橋 - 大門[注釈 5] - 新橋駅

1967年（昭和42年）の都電第1次撤去で廃止された4系統の代替、504系統として設定された。第2次再建計画に基づく追加の路線再編成により、1979年（昭和54年）11月22日限りで廃止。その後、第3次再建計画に伴う再編成の際に、五反田駅と芝園橋の間が反96系統（初代）として復活する。2000年（平成12年）に赤羽橋駅で分割し、反94系統となった（前述）。また古川橋から新橋駅にかけては渋谷営業所管轄の都06系統が同一ルートで運行されている。

#### 反90・96出入系統
- 反90出入・反96出入：目黒駅（目黒車庫前） - 五反田駅

目黒営業所時代に、五反田駅を起終点とする各系統のバスの出庫、入庫のためだけにあったもので、早朝の出庫の際などに一度にまとまって五反田駅行が出て行く時や、夜に五反田駅から団子状態で目黒駅行が運転される時、日中の乗務員交代・車両交換・燃料給油などの時に運転されていた。3台まとまって運転のあと2時間開くなど変則的に運行されてきていた。目黒駅（目黒車庫）の停留所は、駅前のターミナルではなく、五反田駅前の方へ坂を下る国鉄→JR山手線の線路と平行している道に面した目黒車庫の出入り口の脇に存在していた。目黒駅（目黒車庫前）の降車用停留所は標識が無く、車庫の構内へ入ったところで降ろされることになる。状況から利用しやすいダイヤではなく、鉄道があったり、1.2㎞と近距離であるので徒歩で行く人もおり、乗客は少なくたまに高齢者が乗車するといった具合で、世間には知られておらず便数が多い割には幻の路線であった。路線の途中には停留所は設置されておらず、深夜長距離高速バスではないが、起点の停留所の次が終点であった珍しい路線であった。ちなみに反90甲 → 反96折返系統の御殿山ヒルズ行も八ッ山橋に停車せず（品川駅行は停車）、実質的にノンストップとなっていた。

#### 62系統
- 62：四谷駅前 - 循環 - 東京駅乗車口

国際自動車（現・ケイエム観光バス）が特定乗り合いとして運行していた「官衙バス（かんがバス）」の流れを汲む路線。1954年（昭和29年）に都営の路線となるが、営団地下鉄丸ノ内線、日比谷線開業の煽りを受け、交通局第1次再建計画策定よりも前の1966年（昭和41年）6月30日限りで廃止された。

## 車両
- かつての指定車種は日野自動車であった。そのほかいすゞ自動車製、三菱ふそう製の車が在籍している。
- 音声合成：クラリオン→レゾナント・システムズ（品川から移管した系統はレシップ）

元は日野自動車のシャシーに帝国ボディのREが多く、さらに古くは富士重工業ボディや帝国ボディのRB10が見られた。
過去にはいすゞ・キュービック（元CHASSE）のB626号車が新宿支所から、三菱ふそう・エアロスターのH169号車が千住営業所から転入し、新車のUDトラックス・スペースランナー（P443 - 447号車）も所属していたが、H169号車は2007年に青戸支所に、B626号車は品川営業所に、そしてスペースランナーも後に品川営業所と江東営業所に転出した。
現在は中型ロング車の日野・レインボーHRが過半数を占め、大型車はいすゞ・エルガ、日野・ブルーリボンIIとブルーリボンシティハイブリッド、三菱ふそう・エアロスターが配置されている。
分駐所時代には速01系統専用車も在籍し、初代は元グリーンアローズ（都03・05系統）用の日野・ブルーリボン（P-HU233BA）を杉並営業所から転用、改装したものだったが、お台場循環へのリニューアルの際に都営観光バスのいすゞ・スーパークルーザー（U-LV771R）を、渋谷・新宿・小滝橋・千住・臨海の各車庫から転用、改装のうえ置き換えられていた。